# توم إيمرسون
توم إيمرسون (بالفرنسية: Tom Emerson)‏ هو مهندس معماري فرنسي، ولد في 29 سبتمبر 1970 في فرنسا.